# Walter Shirlaw

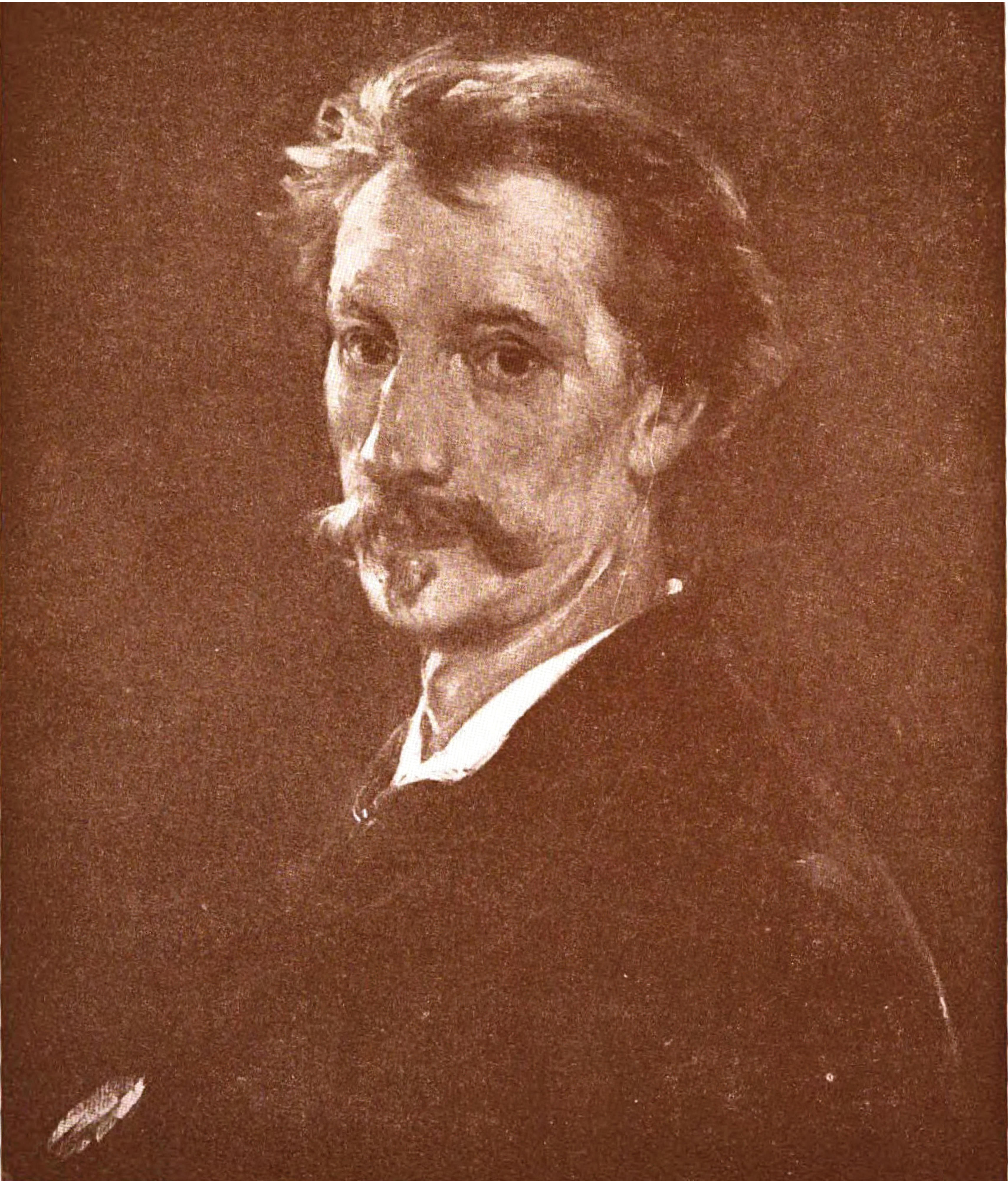
Autorretrato

Walter Shirlaw (6 de agosto de 1838 – 26 de diciembre de 1909) fue un pintor estadounidense de origen escocés.

## Biografía
Shirlaw nació en Paisley, Escocia, y se trasladó a los Estados Unidos con sus padres en 1840. Trabajó como grabador de billetes de banco. Sus pinturasse exhibieron por primera vez en la Academia Nacional de Dibujo de Estados Unidos en 1861.
Fue elegido académico de la Academia de Dibujo de Chicago (Chicago Academy of Design) en 1868. Tuvo entre sus alumnos a Frederick Stuart Church. Entre 1870 y 1877 estudió en Munich, bajo la dirección de Johann Leonhard Raab, Alexander von Wagner, Arthur von Ramberg y Wilhelm Lindenschmidt.

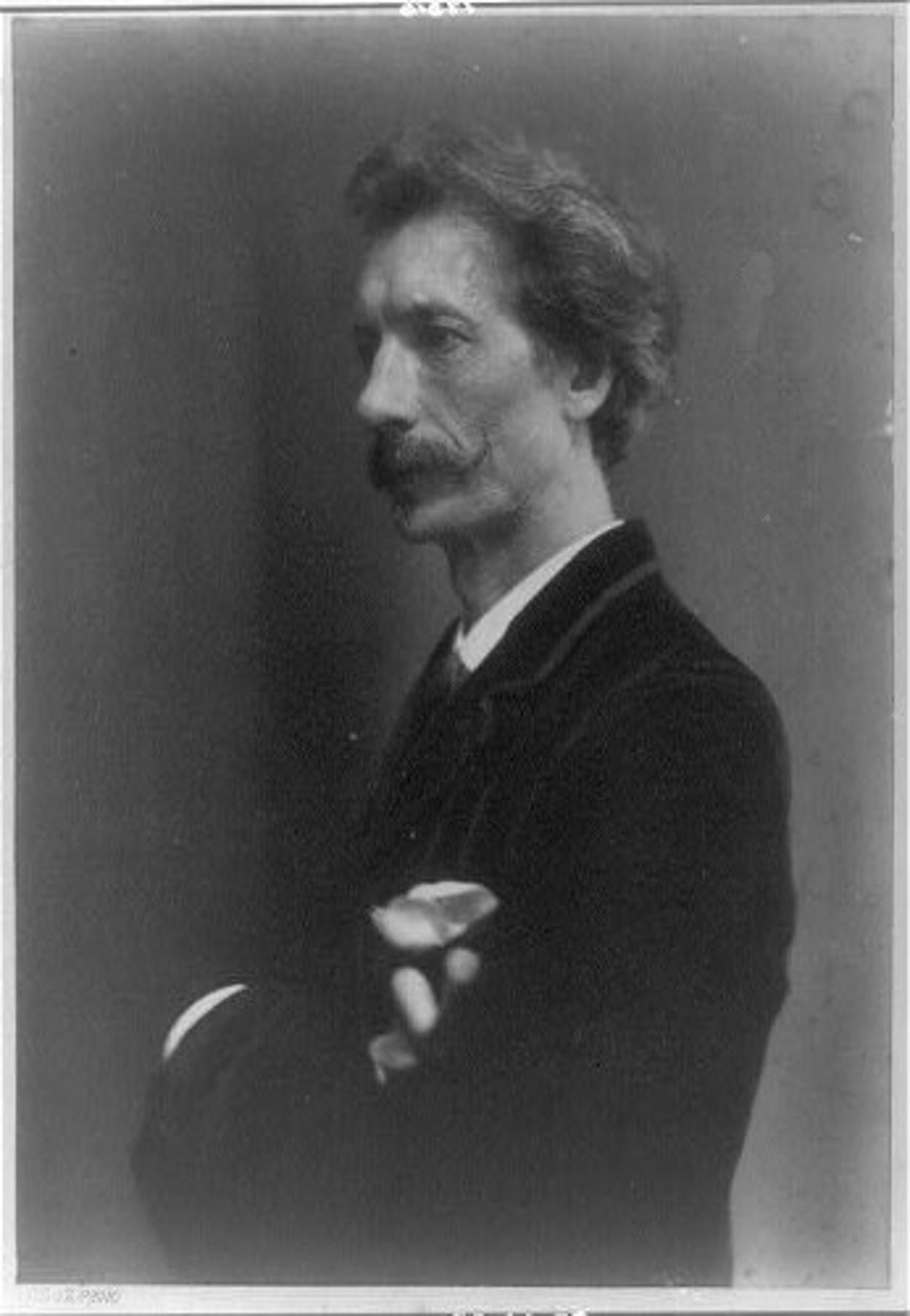
Walter Shirlaw ca. 1900

Su primera obra de importancia fue Afinando la campana (Toning the Bell) de 1874, conservada en el Instituto de Arte de Chicago, que fue seguida por Esquilado de ovejas en las tierras altas de Baviera (Sheep-shearing in the Bavarian Highlands) de 1876. Esta última, que es probablemente la mejor de sus obras, recibió una mención de honor en la Exposición Universal de París de 1878.
Sobre esta época se publicó una valoración crítica realizada por el escritor estadounidense, S. G. W. Benjamin:

"There is no uncertainty or weakness in his method of handling color; his lines are clearly and carefully drawn, and he undoubtedly achieves excellent results when he attempts simple compositions. One of Mr. Shirlaw's best known compositions, representing a sheep-shearing in Bavaria, has attracted favorable attention at home and abroad. In compositions which include animals, dogs, and birds, he has been especially happy. His inclinations to delineate the characteristics of bird-life are akin to those of the artists of Japan".
Samuel Greene Wheeler Benjamin

Otras obras destacables salidas de su mano son Buenos Días (1878), conservada en la  Academia de Búfalo; Niña india y Muy antiguo (1880); Chismorreo (1884); y Celos (1886), propiedad de la Academia de Dibujo. Su mayor obra es el friso para el comedor en la casa de Darío O. Molinos en la Ciudad de Nueva York. Shirlaw también alcanzó una amplia reputación como ilustrador. Fue uno de los fundadores de la Sociedad de Artistas Estadounidenses y su primer presidente.
A su regreso de Europa se hizo cargo de la Liga de Estudiantes de Arte de Nueva York y durante varios años impartió clases de composición. Fue nombrado miembro correspondiente de la Academia Nacional de Dibujo en 1887 y académico de número al año siguiente.
Falleció en Madrid el 26 de diciembre de 1909 y fue enterrado en el Cementerio Británico.